# L'Homme du Sud
Pour plus de détails, voir Fiche technique et Distribution.
L'Homme du Sud (titre original : The Southerner) est un film américain réalisé par Jean Renoir, sorti en 1945 aux États-Unis.

## Synopsis
Sam et Nona Tucker ne veulent plus être journaliers agricoles. Après la récolte d'automne, ils décident de cultiver leur propre champ de coton. Avec Daisy et Jot, leurs enfants, et la grand-mère, ils s'installent sur une terre concédée par leur patron, où toutes les désillusions les attendent…

## Fiche technique
- Titre : L'Homme du Sud
- Titre original : The Southerner
- Réalisation : Jean Renoir, assistant : Robert Aldrich
- Scénario : Jean Renoir, Hugo Butler et William Faulkner, d'après le roman Hold Autumn in Your Hand de George Sessions Perry
- Dialogues : Paula Walling
- Production : Robert Hakim, David L. Loew et Samuel Rheiner
- Musique : Werner Janssen
- Photographie : Lucien N. Andriot
- Montage : Gregg C. Tallas
- Décors : Eugène Lourié
- Pays d'origine : États-Unis
- Tournage : du 16 septembre au 11 novembre 1944
- Format : Noir et blanc - 1,85:1 - Mono - 35 mm
- Durée : 92 minutes
- Dates de sortie :
  -  États-Unis : 26 août 1945 à New York
  -  France : 30 mai 1950

## Distribution
- Zachary Scott : Sam Tucker
- Betty Field : Nona Tucker
- J. Carrol Naish : Henry Devers
- Beulah Bondi : Grandma
- Percy Kilbride : Harmie Jenkins
- Blanche Yurka : Maman
- Charles Kemper : Tim
- Norman Lloyd : Finley Hewitt
- Estelle Taylor : Lizzie
- Noreen Nash : Becky
- Jack Norworth : le docteur
- Paul Harvey : Ruston
- Nestor Paiva : le barman
- Paul Burns : Oncle Pete
- Jean Vanderwilt : Daisy Tucker
- Jay Gilpin : Jottie Tucker
- Dorothy Granger : une jeune fille qui danse
- Earl Hodgkins : un invité à la noce
- Almira Sessions : une cliente au magasin

## Sélections et prix

### Nominations
- 1946 : 
  - Oscar du meilleur réalisateur
  - Oscar de la meilleure musique de film
  - Oscar du meilleur mixage de son

### Récompense
- 1946 : Prix du meilleur film à la Biennale de Venise